# Ronrom

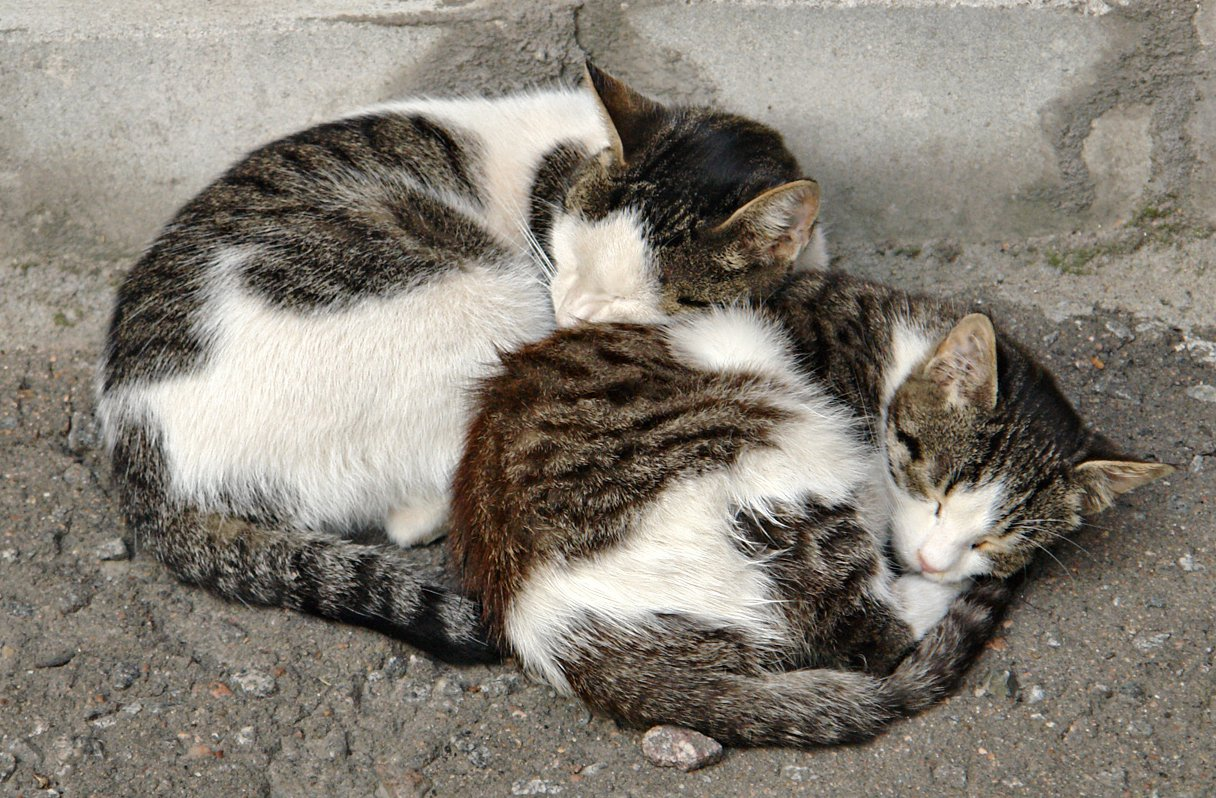
Gatos costumam ronronar quando estão deitados

O ronrom, ronrono, ou ronronar, é o ruído contínuo produzido pelos felinos e que faz parte de sua comunicação. O gato doméstico ronrona em uma faixa de frequência entre os 22,4 e 30,2 hertz. Diferentemente do miado, o ronronar produz um som de timbre grave, audível apenas a curtas distâncias.

## Origem
O gato geralmente ronrona quando se encontra em um estado de calma, prazer ou satisfação. Porém eles podem ronronar quando estão se sentindo angustiados, aflitos ou se estão com dor. Ronronam na presença de outros gatos ou, se ainda filhotes, na presença da mãe. Existem muitas teorias que explicam como ronronam, incluindo: vibração das falsas cordas vocais quando inspiram ou expiram, o som do sangue circulando pela artéria aorta, ressonância direta nos pulmões, entre outras. Atualmente se acredita que o ronronar é o resultado de impulsos rítmicos produzidos por sua laringe. 
Quando um gato emite o característico ronrom de satisfação, é possível sentir sua garganta vibrar. Dentro da garganta, juntamente com as cordas vocais, o gato possui um par de estruturas chamadas pregas vestibulares. Alguns pesquisadores acreditam que essas pregas vibram quando o gato ronrona.
No entanto, há cientistas que dizem que as pregas vestibulares nada têm a ver com a vibração da laringe que causa esse ronronar. A origem então estaria em um aumento momentâneo na turbulência do sangue no sistema circulatório do gato. Esta turbulência seria mais intensa quando o sangue é desviado  para uma veia excepcionalmente larga, situada no peito do animal. Quando os músculos em volta dessa veia se contraem, as vibrações provocadas pela turbulência são amplificadas pelo diafragma, antes de subirem pela traqueia e ressoarem na cavidade sinusoidal. Essa vibração faz com que o gato libere endorfina, causando uma sensação instantânea de bem-estar.
É evidente que o ronronar exige pouca energia por parte do animal, uma vez que os felinos podem produzir tal som por vários minutos seguidos.